# Brian G. Marsden
Pour les articles homonymes, voir Brian et Marsden.
Brian Geoffrey Marsden (né le 5 août 1937 à Cambridge, mort le 18 novembre 2010 à Burlington (Massachusetts), d'une maladie de la moelle osseuse) est un astronome américano-britannique. Il était depuis 1978 le directeur du Centre des planètes mineures du SAO situé à Cambridge dans le Massachusetts.

## Travaux
Spécialisé dans la mécanique céleste et l'astrométrie, il collecte des données sur les positions des astéroïdes et des comètes et calcule leurs orbites, souvent à partir d'informations observationnelles réduites.
Marsden a aidé à retrouver des comètes et des astéroïdes perdus. Certains astéroïdes et comètes découverts par le passé furent "perdus" car trop peu de données observationnelles avaient été collectées à l'époque pour déterminer une orbite assez fiable pour savoir où chercher lors de futures observations. Parfois, la découverte d'un nouvel objet s'avère être en fait la redécouverte d'un objet perdu, ce qui peut être prouvé en calculant son orbite en remontant dans le passé et en comparant les positions calculées avec les positions de l'objet perdu enregistrées antérieurement. Dans le cas des comètes, l'exercice est particulièrement ardu à cause des forces non gravitionnelles qui peuvent affecter leurs orbites (émission de jets de gaz par le noyau de la comète), mais Marsden s'est spécialisé dans le calcul de telles forces non-gravitationnelles. Il prédit notamment avec succès le retour en 1992 de la comète périodique perdue Swift-Tuttle.
Il proposa un temps que Pluton pourrait être considérée à la fois comme une planète et comme une planète mineure et lui assigna le numéro d'astéroïde 10000 ; cependant, cette proposition ne fut pas retenue. À cette annonce, il démissionna de la direction du Centre des planètes mineures (MPC), poste qu'il occupait depuis 1978 (il en resta cependant le directeur émérite).
Astéroïde découvert : 1,  (37556) Svyaztie le 28 août 1982 || avec N. S. Chernykh

## Reconnaissance

### Récompenses
- Prix George Van Biesbroeck de la Société américaine d'astronomie (1989)
- Brouwer Award (en) de la Division on Dynamical Astronomy (en) de la Société américaine d'astronomie (1995)[3]

### Utilisation du nom
- L'astéroïde (1877) Marsden porte son nom.
- L'astéroïde (2056) Nancy est nommé d'après sa femme, Nancy Lou Zissell Marsden[4].
- L'astéroïde (25258) Nathaniel est nommé d'après Nathaniel Brian Marsden, un de ses petits-fils.
- Groupe de Marsden, ensemble de comètes